# Brad Rusin
Brad Rusin (født 5. september 1986) er en amerikansk professionel fodboldspiller, der spiller for Indy Eleven. Han har tidligere spillet i Danmark hos HB Køge.